# Valerija Kocjančič
Valerija Kocjančič (ilegalno ime Špela, tudi Beta in Daša), slovenska aktivistka narodnoosvobodilne borbe in  političarka, * 12. oktober 1898, Divača, † 13. januar 1982, Sežana.

## Življenje in delo
Rodila se je v družini železničarja Franca Krenerja, materi Mariji Krener, rojeni Gerželj. Mladost je preživela v Divači, na Opčinah, v Kranju in Trstu, kjer je obiskovala tudi ljudsko šolo. Po vojni se je njena družina preselila v Ljubljano, sama pa je ostala v Trstu, kjer se je poročila z Antonom Kocjančičem, udeležencem oktobrske revolucije. Z možem se je aktivno vključila v delavsko gibanje v okviru Komunistične partije Italije (KPI). Na moževem domu se je v letih 1927/1928 tiskalo glasilo KPI Il Lavoratore, sama pa je delovala v ilegalnem protifašističnem gibanju. Leta 1941 se je v Trstu med prvimi vključila v OF. Njen dom je bil shajališče aktivistov in organizatorjev OF, tu se je tudi razmnoževal Slovenski poročevalec. Septembra 1942 je postala članica Komunistične partije Slovenije, decembra istega leta pa jo je fašistična policija aretirala. Iz tržaških zaporov je prišla po kapitulaciji Italije septembra 1943, ko se je znova vključila v narodnoosvobodilno borbo. Zaradi nevarnosti nemške aretacije se je umaknila v ilegalo ter od oktobra 1944 do aprila 1945 delovala na področju srednjeprimorskega okrožja. Politično aktivna je ostala tudi po osvoboditvi. Prejela je več državnih odlikovanj in bila nosilka partizanske spomenice. Od poletja 1978 je živela v Sežani. 